# Kim Seul-gi
Kim Seul-gi (김슬기?, 金瑟祺?, Gim SeulgiLR, Kim SŭlgiMR; Busan, 10 ottobre 1991) è un'attrice e comica sudcoreana.

## Biografia
Nata il 10 ottobre 1991 a Busan, ha desiderato diventare un'attrice di musical durante gli anni del liceo, e al terzo anno si è iscritta a un'accademia di recitazione pur non potendosela permettere economicamente. L'istituto le ha però concesso una borsa di studio. Nel 2010 si è laureata in musical presso la Facoltà di Recitazione del Seoul Institute of the Arts. L'anno successivo è entrata a far parte del cast dell'opera teatrale Romeo Landing on Earth di Jang Jin. Il regista è rimasto colpito dalla sua esibizione, pertanto, quando si è messo alla ricerca di membri del cast per il varietà comico SNL Korea, ha reclutato Kim: grazie al programma, la sua popolarità è aumentata significativamente, soprattutto nella seconda metà del 2012, e ha firmato numerosi contratti come modella pubblicitaria.
Nel 2014 si è avvicinata alla recitazione, apparendo nel film Susanghan geunyeo e poi nella serie TV Yeon-ae-ui balgyeon.

## Filmografia

### Cinema
- Museo-un i-yagi 2 (무서운 이야기 2?), regia di Kim Sung-ho, Kim Hwi, Jung Beom-shik e Min Kyu-dong (2013)
- Susanghan geunyeo (수상한 그녀?), regia di Hwang Dong-hyuk (2014)
- Gukjesijang (국제시장?), regia di Yoon Je-kyoon (2014)
- Geunar-ui bun-wigi (그날의 분위기?), regia di Jo Kyu-jang (2016) – cameo
- Gukgadaepyo 2 (국가대표 2?), regia di Kim Jong-hyun (2016)
- Dalbitdunggwol (달빛궁궐?), regia di Kim Hyun-joo (2016)
- Jojakdoen dosi (조작된 도시?), regia di Bae Jong (2017)
- Gwangdaedeul: Pungmunjojakdan (광대들: 풍문조작단?), regia di Kim Ju-ho (2019)
- Seonmul (선물?), regia di  Heo Jin-ho (2019) – cortometraggio
- Yeon-ae ppajin romance (연애 빠진 로맨스?), regia di Jung Ga-young (2021)
- Gosokdoro gajok (고속도로 가족?), regia di Lee Sang-moon (2022)
- Decibel (데시벨?), regia di Hwang In-ho (2022)

### Televisione
- Neon naege banhaess-eo (넌 내게 반했어?) – serie TV (2011)
- 21segi gajok (21세기 가족?) – serie TV (2012)
- No Suk-ja-ssi-ui haengbang (노숙자씨의 행방?) – film TV (2012)
- Tto hanbeon-ui wedding (또 한번의 웨딩?) – film TV (2012)
- I-utjip kkonminam (이웃집 꽃미남?) – serie TV (2013)
- Yeppeun namja (예쁜 남자?) – serie TV, episodio 1 (2013)
- Eungdaphara 1994 (응답하라 1994?) – serie TV, episodi 14-15 (2013)
- Na got jug-eo (나 곧 죽어?) – serie TV (2014)
- Ing-yeo gongju (잉여공주?) – serie TV (2014)
- Yeon-ae-ui balgyeon (연애의 발견?) – serie TV (2014)
- Wonnyeo-ilgi (원녀일기?) – film TV (2014)
- Kill Me, Heal Me (킬미힐미?) – serie TV, episodi 1-4 (2015)
- Oh My Ghost (오 나의 귀신님?) – serie TV (2015)
- Pongdang pongdang love (퐁당퐁당 Love?) – webserie (2015)
- Kkeut-eseo dubeonjjae sarang (끝에서 두번째 사랑?) – serie TV (2016)
- Gureumi geurin dalbit (구르미 그린 달빛?) – serie TV, episodio 18 (2016)
- Yeokdo-yojeong Kim Bok-ju (역도요정 김복주?) – serie TV, episodio 15 (2017)
- Pureun bada-ui jeonseol (푸른 바다의 전설?) – serie TV, episodio 20 (2017)
- Saedongseong yeon-ae (생동성 연애?) – serie TV, episodio 6 (2017)
- Banji-ui yeo-wang (반지의 여왕?) – serie TV (2017)
- Pasukkun (파수꾼?) – serie TV (2017)
- Nae yeonjeog-ui modeun geot (내 연적의 모든 것?) – film TV (2018)
- Haja-inneun in-gandeul (하자있는 인간들?) – serie TV (2019-2020)
- Hi Bye, Mama! (하이바이, 마마!?) – serie TV, episodio 10 (2020)
- Geu namja-ui gi-eokbeop (그 남자의 기억법?) – serie TV (2020)
- Swit! Geunom-eul butakhae (쉿! 그놈을 부탁해?) – serie TV (2021)
- Badminton Club (라켓소년단?) – serie TV, episodio 16 (2021)
- Byeolttongbyeol (별똥별?) – serie TV, episodio 2 (2022)
- Beopdaero saranghara (법대로 사랑하라?) – serie TV (2022)

## Riconoscimenti
- APAN Star Award
  - 2014 – Miglior attrice emergente per Yeon-ae-ui balgyeon[7]
- DramaFever Award
  - 2016 – Miglior attrice di supporto per Oh My Ghost[8]
  - 2016 – Candidatura Miglior womance con Park Bo-young per Oh My Ghost[8]
- KBS Drama Award
  - 2014 – Miglior attrice emergente per Yeon-ae-ui balgyeon e Na got jug-eo[9]
- Max Movie Award
  - 2015 – Miglior attrice emergente per Gukjesijang[10]
  - 2015 – Candidatura Miglior attrice di supporto per Susanghan geunyeo[10]
- MBC Drama Award
  - 2020 – Premio all'eccellenza, attrice in una miniserie del mercoledì/giovedì per Geu namja-ui gi-eokbeop[11]
- tv10 Award
  - 2016 – Miglior chimica con Park Bo-young per Oh My Ghost[12]
  - 2016 – Attrice in un varietà per SNL Korea[13]